# Макаровка (приток Карамыша)
Макаровка — река, правый приток Карамыша, протекает в балке Сухая Макаровка по территории Жирновского района Волгоградской области России. Длина реки — 11 км, площадь водосборного бассейна — 67,1 км².

## Описание
Макаровка начинается юго-западнее одноимённого урочища. Генеральным направлением течения реки является северо-северо-восток. Около одноимённого села впадает в Карамыш.

## Данные водного реестра
По данным государственного водного реестра России относится к Донскому бассейновому округу, водохозяйственный участок реки — Медведица от истока до впадения реки Терса, речной подбассейн реки — Дон между впадением Хопра и Северского Донца. Речной бассейн реки — Дон (российская часть бассейна).
Код объекта в государственном водном реестре — 05010300112107000008399.